# Bologne (Haute-Marne)
Bologne település Franciaországban, Haute-Marne megyében. Lakosainak száma 1836 fő (2022. január 1.). Bologne Jonchery, Lamancine, Meures, Riaucourt, Viéville, Vraincourt, Andelot-Blancheville, Annéville-la-Prairie, Brethenay, Briaucourt és Darmannes községekkel határos.

## Népesség
A település népességének változása:
| Lakosok száma | 1504 | 2131 | 2041 | 1849 | 1880 | 1897 | 1899 | 1851 | 1827 | 1836 |
|               | 1968 | 1982 | 1990 | 2006 | 2013 | 2015 | 2017 | 2019 | 2020 | 2022 |